# Assagai
Assagai era un gruppo di afro-rock del Sudafrica attivo nei primi anni settanta a Londra, che incise due album per l'etichetta inglese Vertigo Records.

## Premesse
Negli anni '60, il sassofonista Dudu Pukwana, il trombettista Mongezi Feza ed il batterista Louis Moholo, sudafricani di colore, erano stati nel gruppo di afro-jazz The Blue Notes, fondato dal connazionale bianco Chris McGregor. A causa dei problemi legati all'apartheid si trasferirono in Europa. Dopo lo scioglimento, Pukwana, Feza e Moholo si erano uniti alla nuova big band dello stesso McGregor, i Brotherhood of Breath, che coinvolgeva importanti jazzisti britannici.
L'arrivo di questi artisti sudafricani aprì nuovi spiragli per il jazz di oltremanica, con la loro incredibile capacità di passare con disinvoltura dal più sfrenato free jazz ad una gioiosa e divertente musica da ballo. Ravvivarono la stagnante atmosfera del jazz britannico con la loro meravigliosa township music, la musica dei ghetti neri sudafricani, che potevano felicemente suonare per tutta la notte.

## Gli Assagai
I Brotherhood of Breath ottennero un grande successo sia di critica che di pubblico, ma l'alto numero dei musicisti si rivela invece eccessivo in termini economici. Furono pochi i promoter che si assunsero il rischio di finanziare le iniziative del gruppo, i cui componenti dovettero cercare delle alternative.
A seguito del successo che stava ottenendo l'afro-rock degli Osibisa, Pukwana, Feza e Moholo formarono gli Assagai in Inghilterra. Il primo album, intitolato come il gruppo, fu pubblicato nel 1971 dalla Vertigo e ristampato su CD dalla Repertoire Records nel 1994. Il secondo ed ultimo album, Zimbabwe, uscì nel 1971 e fu ristampato su LP dall'etichetta Music for Pleasure, con il titolo di AfroRock. Entrambi gli album contengono alcuni brani scritti da membri dei Jade Warrior, che suonano anche come ospiti.
Due brani inediti degli Assagai sono inclusi nella compilation Afro Rock Festival pubblicato dalla Contour Records. La sezione fiati degli Assagai si unì poi ad alcuni membri dei Jade Warrior per dar vita al gruppo Simba, che ebbe vita breve. Registrarono due canzoni, "Movin'" e "Louie Louie", che furono pubblicate in un 45 giri dalla Fire Records e nella citata compilation Afro Rock Festival.

## Lo scioglimento
Gli Assagai non ottennero un grande successo commerciale e dopo un po' si sciolsero. Dudu Pukwana continuò la carriera musicale negli anni 70 e 80, fino alla sua morte avvenuta nel 1990. Mongezi Feza morì in circostanze misteriose nel 1975. Louis Moholo è ancora in attività nel 2011.

## Formazione
- Louis Moholo (batteria)
- Mongezi Feza (tromba, flauto)
- Fred Coker (chitarra)
- Dudu Pukwana (sassofono contralto, piano)
- Bizo Muggikana (sassofono tenore)

### Altri membri
- Charles Ononogbo (basso)
- Fred Frederick (tenore)
- Terry Quaye (Conga)
- Smiley de Jonnes (conga/percussioni)
- Martha Mdenge (voce)

## Discografia

### Album
- 1971 - Assagai (Vertigo, 6360 030)
- 1971 - Zimbabwe [test press] (Vertigo)
- 1971 - Zimbabwe (Philips)
- 1971 - AfroRock (versione di Zimbabwe pubblicata da Music for Pleasure/Sounds Superb)

### Singoli
- 1971 - Telephone Girl / I'll Wait for You